# Wahlen in Uruguay 1989
Die Präsidentschafts- und Parlamentswahlen in Uruguay 1989 fanden am Sonntag, den 26. November 1989 statt.
Aus den gleichzeitig stattfindenden Regierungs- und Parlamentswahlen ging die Partido Nacional als Sieger hervor. Bei den Wahlen, deren Wahlsystem nach der relativen Mehrheit im sogenannten Lema-System ausgerichtet war, wurde sowohl der Präsident und Vizepräsident als auch die 99 Abgeordneten und 30 Senatoren im Rahmen einer Verhältniswahl für eine Amtszeit von fünf Jahren gewählt.

## Wahlergebnis bezogen auf die Parteien
- FA: 21
- MGP: 9
- PC: 30
- PN: 39

- FA: 7
- MGP: 2
- PC: 9
- PN: 12

- Wahlberechtigte: 2.319.022
- Wähler: 2.056.355
- Wahlbeteiligung: 88,67 %

| Partei                             | Stimmen   | Prozentsatz |
| ---------------------------------- | --------- | ----------- |
| Partido Nacional                   | 765990    | 37,25 %     |
| Partido Colorado                   | 596.964   | 29,03 %     |
| Partido Frente Amplio              | 418.403   | 20,35 %     |
| Partido Por el Gobierno del Pueblo | 177.453   | 8,63 %      |
| Partido Verde Eto-Ecologista       | 10.835    | 0,53 %      |
| Partido Movimiento Justiciero      | 441       | 0,02 %      |
| Partido de los Trabajadores        | 310       | 0,02 %      |
| Partido Convergencia               | 190       | 0,01 %      |
| Gültige Stimmen                    | 1.970.586 | 95,83 %     |
| Leere Stimmzettel                  | 64284     | 3,13 %      |
| Ungültige Stimmen                  | 21.485    | 1,04 %      |
| Abgegebene Stimmen                 | 2.056.355 | 100 %       |

Referenz für diese Tabelle: 